# 萧阿速
萧阿速（?—?），辽国后族。契丹人。辽道宗时北府宰相。
萧阿速是北院枢密使萧孝忠之子，娶辽兴宗之女晋国公主耶律跋芹，官居驸马都尉。清宁四年（1058年）十二月十五日，辽道宗以南院枢密使萧革复为北院枢密使。萧阿速为南院枢密使。清宁五年（1059年）六月廿六日，以南院枢密使萧阿速为北府宰相。清宁七年（1061年），北府宰相萧阿速免相，姚景行为北府宰相。